# Aleksander Lipiński
Aleksander Lipiński – polski prawnik, radca prawny, profesor nauk prawnych, profesor zwyczajny Uniwersytetu Śląskiego, specjalista w zakresie prawa górniczego i prawa ochrony środowiska.

## Życiorys
W 1968 ukończył studia prawnicze na Wydziale Prawa i Administracji Uniwersytetu Jagiellońskiego. W 1974 otrzymał na Wydziale Prawa i Administracji Uniwersytetu Śląskiego stopień naukowy doktora nauk prawnych, a w 1986 stopień doktora habilitowanego nauk prawnych. W 1991 został profesorem nadzwyczajnym UŚl. W 1995 prezydent RP nadał mu tytuł naukowy profesora. W 2003 został powołany na stanowisko profesora zwyczajnego UŚl. Pełnił stanowisko kierownika Katedry Prawa Górniczego i Ochrony Środowiska.
Pod jego kierunkiem stopień naukowy doktora uzyskał m.in. Grzegorz Dobrowolski.